# マンデードキュメント
『マンデードキュメント』は，2015年10月5日から2016年3月28日まで毎週月曜19:00-19:54に放送されていたBS-TBSのドキュメンタリー番組である。

## 番組概要
番組のコンセプトは『非・東京目線』宣言。地方に寄り添った温かい目線で，東京からは見えにくい”もう一つの日本の姿”を全24回に渡って全国に届けた。

## 出演者
- ナビゲーター：中村雅俊

## エンディングテーマ曲
- クリヤ・マコト『Sakura Garden』

## スタッフ
- 制作協力：エフエフ東放
- 製作著作：BS-TBS

## これまでに放送された作品一覧
| #  | 放送日             | 制作局            | 作品タイトル                                                      |
| -- | ------------------ | ----------------- | ----------------------------------------------------------------- |
| １ | 2015年10月5日(月)  | 【TBC】東北放送   | 未来の命を守るために ～大川小 遺族の2年                           |
| ２ | 2015年10月12日(月) | 【MBC】南日本放送 | 千年後の森が見える ～屋久島・山師の物語                           |
| ３ | 2015年10月19日(月) | 【SBS】静岡放送   | 正義咲く！青春ラプソディー ～バンカラ高校応援団                   |
| ４ | 2015年10月26日(月) | 【CBC】CBCテレビ  | 負けてたまるか ～戦う農家 岡本重明                                |
| ５ | 2015年11月2日(月)  | 【MBS】毎日放送   | なぜペンをとるのか ～沖縄の新聞記者たち                           |
| ６ | 2015年11月9日(月)  | 【NBC】長崎放送   | 人間神様                                                          |
| ７ | 2015年11月16日(月) | 【UTY】テレビ山梨 | じいさん楽団 ～心合わせて                                         |
| ８ | 2015年11月23日(月) | 【MBC】南日本放送 | 楕円球にかけた夢 ～高校ラガーマン物語                             |
| ９ | 2015年11月30日(月) | 【MBS】毎日放送   | わが家にやってきた脱走兵 ～ベトナム戦争･47年目の真実              |
| 10 | 2015年12月14日(月) | 【CBC】CBCテレビ  | リアルマリオ。 ～空想と現実のあいだで                             |
| 11 | 2015年12月21日(月) | 【HBC】北海道放送 | 幻の札幌五輪 ～戦火に散ったジャンパー                             |
| 12 | 2015年12月28日(月) | 【UTY】テレビ山梨 | 一音入魂 ～わかばの響き                                           |
| 13 | 2016年1月4日(月)   | 【NBC】長崎放送   | 中倉さんちの食べ物絵ごよみ                                        |
| 14 | 2016年1月11日(月)  | 【MBS】毎日放送   | 映像記録 あの日あの場所，あの人と                                 |
| 15 | 2016年1月18日(月)  | 【UTY】テレビ山梨 | アンニョンハセヨ！ ワタシ桑ノ再生請負人                           |
| 16 | 2016年1月25日(月)  | 【HBC】北海道放送 | 老いの漂流 ～600万人の孤独                                        |
| 17 | 2016年2月1日(月)   | 【HBC】北海道放送 | お願い強く抱きしめて ～若年性認知症の妻と生きた日                 |
| 18 | 2016年2月8日(月)   | 【MBC】南日本放送 | 夢の舞台へ 高く跳べ                                               |
| 19 | 2016年2月15日(月)  | 【RSK】山陽放送   | 花嫁が目覚めるまで… ～8年越しの結婚式                             |
| 20 | 2016年2月22日(月)  | 【TBC】東北放送   | 海風に舞う ～石巻・十三浜 神楽とともに生きる人々                  |
| 21 | 2016年2月29日(月)  | 【NBC】長崎放送   | 毎日が手作り日和                                                  |
| 22 | 2016年3月14日(月)  | BS-TBS            | マンデードキュメントスペシャル「台湾高校生が見た震災5年目の宮城」 |
| 23 | 2016年3月21日(月)  | 【MBC】南日本放送 | 愛しき命 ～訪問看護の現場から                                     |
| 24 | 2016年3月28日(月)  | 【CBC】CBCテレビ  | 希望の翼 ～初の国産ジェット旅客機MRJ                              |